# Wright County, Iowa
Wright County är ett administrativt område i delstaten Iowa, USA, med 13 229 invånare. Den administrativa huvudorten (county seat) är Clarion. 

## Geografi
Enligt United States Census Bureau har countyt en total area på 1 509 km². 1 504 km² av den arean är land och 5 km² är vatten.  

### Angränsande countyn
- Hancock County - norr
- Franklin County - öst
- Hamilton County - söder
- Webster County - sydväst
- Humboldt County - väst